# Punghina
Punghina è un comune della Romania di 3298 abitanti, ubicato nel distretto di Mehedinți, nella regione storica dell'Oltenia. 
Il comune è formato dall'unione di 6 villaggi: Cearângu, Drincea, Măgurele, Punghina, Recea, Satu Nou.